# Roll (sociologi)

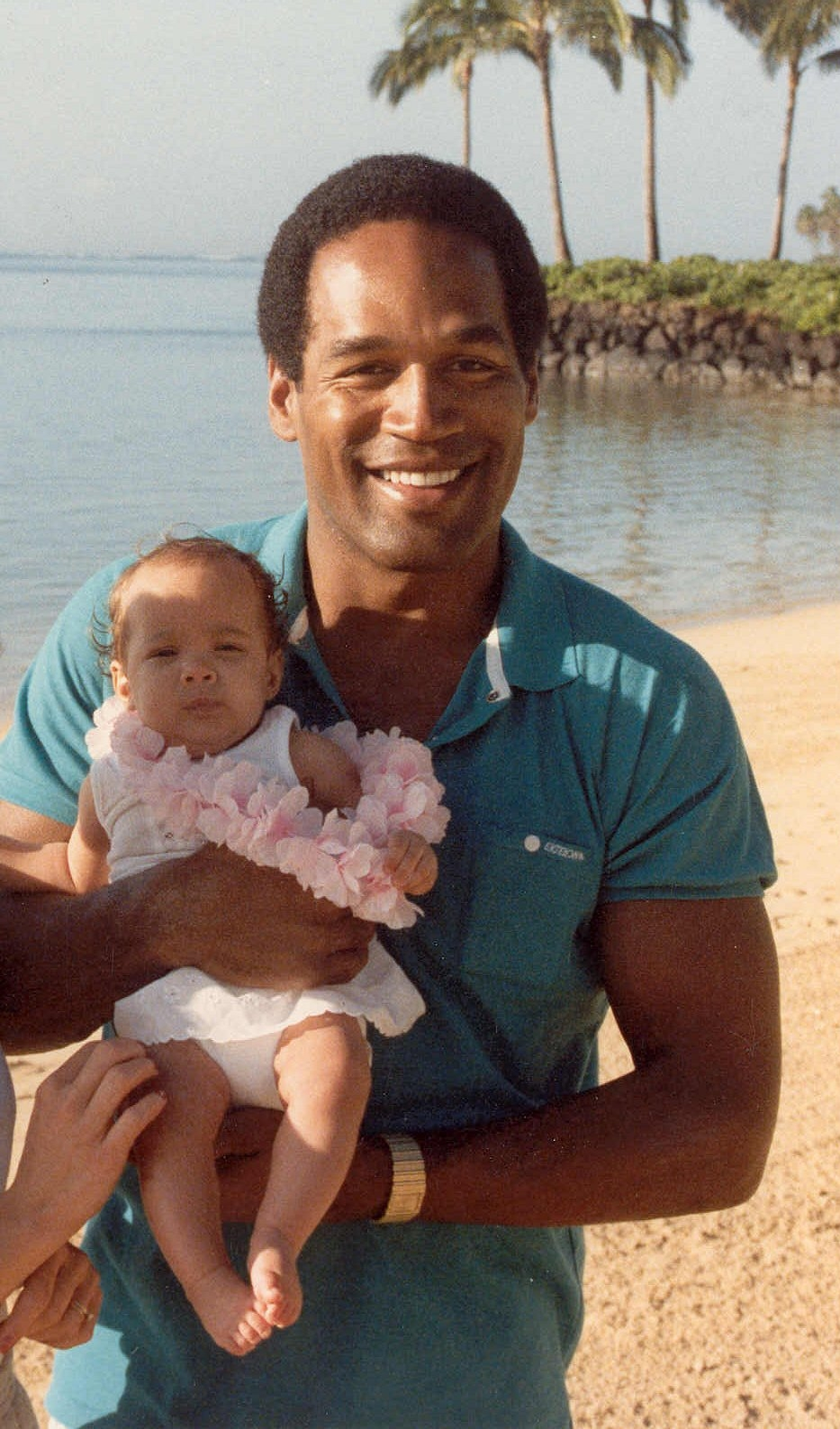
O.J. Simpson i rollen som far, och dottern i rollen som dotter.

En roll är det sociala beteende som förväntas av en individ utifrån dess sociala position inom en viss social kontext.
Uttrycket kan härledas till åren kring 1900 då en grupp amerikanska filosofer och socialpsykologer med rötter i den filosofiska pragmatismen formulerade teorin symbolisk interaktionism, som det kom att kallas i ett senare skede. De utgick från ett perspektiv med människan som innehavare av ett flertal roller i vilket den stod i ett komplicerat samspel med språk och gester gentemot den sociala omgivningen. George Herbert Mead grundade denna skola och bland hans efterföljare kan bland andra Erving Goffman och Herbert Blumer nämnas.
Enligt forskaren Anthony Giddens är en roll beteendet som förväntas från en individ i en specifik social position. Individer anpassar sina roller utifrån vilken social situation de befinner sig i.
Det kan visas att rollen bestämmer en individs beteende i gruppen i större utsträckning än personlighetsfaktorer, men den är flyktigare och mera bestämd av situationen än personligheten. Tilldelning av roller, rollkonflikter, rollbyten, samband mellan roller och normer samt normsystemets betydelse för ledarskap och påverkan är saker som sedan 1930-talet har intresserat socialpsykologisk, sociologisk och antropologisk expertis.
En far är ett exempel på en roll. Rollen som pappa är associerat med vissa lämpliga interaktioner och beteendemässiga förväntningar. Även de olika sociala relationsstrukturerna är viktiga. Ett praktiskt exempel är synen av en manlig vuxen som på en lekplats tröstar ett ledset barn med en kram. Utifrån den beteendemässiga informationen vi får antar vi att den vuxna är barnets pappa. Ju mer information vi får från interaktioner och strukturella relationer, desto lättare är det att förstå vem som spelar vilken roll.